# 大阪市立南港桜小学校
大阪市立南港桜小学校（おおさかしりつ なんこうさくら しょうがっこう）は、大阪府大阪市住之江区にある公立小学校。
南港ポートタウンで3番目の小学校として、1981年に大阪市立南港光小学校より分離開校した。

## 沿革
- 1981年4月1日 - 大阪市立南港桜小学校として開校。
- 1981年8月19日 - プール完成。
- 1982年2月28日 - 講堂兼体育館完成。
- 2019年4月1日 - 通学区域変更により、南港北1丁目29番を大阪市立南港光小学校に分離[1]。

## 通学区域
- 大阪市住之江区 南港中5丁目・6丁目・8丁目、南港北1丁目（29番除く）・2丁目・3丁目。

卒業生は基本的に大阪市立南港北中学校に進学する。

## 交通
- ニュートラム 中ふ頭駅 北東へ約550m。
- ニュートラム ポートタウン西駅 北へ約800m。
- 大阪シティバス 南港中5丁目バス停。